# Liste der Naturdenkmale in Wardenburg
Die Liste der Naturdenkmale in Wardenburg enthält die Naturdenkmale in Wardenburg im Landkreis Oldenburg in Niedersachsen.
Am 31. Dezember 2016 gab es nach der Statistik des Niedersächsischen Landesbetrieb für Wasserwirtschaft, Küsten- und Naturschutz im Landkreis Oldenburg insgesamt 346 Naturdenkmale im Zuständigkeitsbereich der Unteren Naturschutzbehörde.
Die vom Landkreis Oldenburg veröffentlichten Listen nennen insgesamt 354 Naturdenkmale. Von diesen liegen 31 im Gebiet der Gemeinde Wardenburg.

## Naturdenkmale
| Bild            | Bezeichnung                        | Ort, Lage                        | Beschreibung | Schutzzweck | Nummer  |
| --------------- | ---------------------------------- | -------------------------------- | --- | ----------- | ------- |
| Fotos hochladen | Alter Ems-Hunte-Kanal              | (53° 6′ 43,9″ N, 8° 11′ 29,3″ O) | Erhaltene Reststrecke von 600 m Länge des Kanals. Von einer Reihe Einzeleichen gesäumt, Höhe ca. 26 m, Stammumfang ca. 3,60 m, Kronendurchmesser ca. 20 m, Alter ca. 200 Jahre. Fläche 11400 m² |             | ND 701  |
| Fotos hochladen | Eichenallee in Hundsmühlen         | (53° 6′ 35,7″ N, 8° 11′ 26,7″ O) | geschlossene Allee von ca. 230 m Länge. Höhe ca. 18 m, Stammumfang 1,25–2,54 m, Kronendurchmesser 8–12 m, Alter ca. 80–100 Jahre. Fläche 5850 m² |             | ND 702  |
| Fotos hochladen | Hundsmühler Querkanal              | (53° 6′ 20″ N, 8° 9′ 54,4″ O)    | Ehemals schiffbarer Kanal, von Ufergehölzen gesäumt, am Rande Wasser- und Sumpfpflanzen. Fläche 19300 m² |             | ND 703  |
| BW              | Eiche auf dem Gut Hundsmühlen      | (53° 5′ 56,5″ N, 8° 10′ 50,5″ O) | alte Hofeiche, Krone ragt über die Scheune, Höhe 23 m, Stammumfang 4,30 m, Kronendurchmesser 22 m, Alter ca. 400 Jahre. Fläche 365 m² |             | ND 704  |
| BW              | Vogelbusch                         | (53° 5′ 46,8″ N, 8° 11′ 2,9″ O)  | Ca. 2,5 ha große, unterholzreiche Buchen-Eichenwaldfläche. Fläche 24300 m² |             | ND 705  |
| BW              | Witte-Steen-Moor                   | (53° 4′ 10,5″ N, 8° 7′ 19,7″ O)  | Vorentwässerte Hochmoorfläche. Vorkommen seltener Pflanzenarten. Fläche 56800 m² |             | ND 706  |
| BW              | Früherer Ton-Abfuhrweg             | (53° 4′ 32,4″ N, 8° 8′ 57″ O)    | Ehemalige Zuwegung zur Tonkuhle; eingewachsener, früherer Feldweg, gesäumt von Gehölzen auf den vorhandenen Wällen. Fläche 12500 m² |             | ND 708  |
| BW              | Tonkuhle in Westerholt             | (53° 4′ 30,6″ N, 8° 9′ 2″ O)     | ehemalige Tonkuhle; mit Gehölzen gesäumte, offene Wasserfläche mit Sumpfzone auf der Westseite. Fläche 36200 m² |             | ND 709  |
| BW              | Zwei Linden                        | (53° 3′ 52,9″ N, 8° 11′ 26,9″ O) | Rest einer ehemaligen Allee, Höhe ca. 22 m, Stammumfang 3,40 und 3,70 m, Kronendurchmesser 16 und 14 m, Alter ca. 200 Jahre. Fläche 350 m² |             | ND 710  |
| BW              | Lindenallee am Glockenturm         | (53° 3′ 55,8″ N, 8° 11′ 29,1″ O) | Rest einer Allee mit 5 Linden, Höhe ca. 22 m, Stammumfang 2,40–2,90 m, Kronendurchmesser 14–16 m, Alter ca. 180 Jahre. Fläche 1130 m² |             | ND 711  |
| BW              | Eiche bei der alten Weberei        | (53° 3′ 59,4″ N, 8° 11′ 23,3″ O) | ortsbildprägende Eiche, Höhe 20 m, Stammumfang 5,70 m, Kronendurchmesser 21 um, Alter ca. 350 Jahre. Fläche 300 m² |             | ND 712  |
| Fotos hochladen | Popken's Eiche                     | (53° 3′ 47,7″ N, 8° 11′ 48,1″ O) | ortsbildprägende Eiche mit breiter, schirmförmiger Krone, Höhe 17 m, Stammumfang 5,20 m, Kronendurchmesser 21 m, Alter ca. 350 Jahre. Fläche 340 m² |             | ND 714  |
| BW              | Robinie bei der Wardenburger Mühle | (53° 3′ 23″ N, 8° 10′ 41,2″ O)   | landschaftsprägende Robinie; Höhe 19 m, Stammumfang 4,30 m, Kronendurchmesser 19 m, Alter ca. 200 Jahre. Fläche 285 m² |             | ND 715  |
| BW              | Linde bei der Wardenburger Mühle   | (53° 3′ 21,9″ N, 8° 10′ 46,1″ O) | am Haus stehende Linde, Höhe 18 m, Stammumfang 4,30 m, Kronendurchmesser 15 m, Alter ca. 350 Jahre. Fläche 180 m² |             | ND 716  |
| BW              | Rotbuche am Schießstand            | (53° 2′ 53,4″ N, 8° 8′ 57,8″ O)  | Rotbuche mit weit ausladender, kegelförmiger Krone, Höhe 17 m, Stammumfang 5,20 m, Kronendurchmesser 21 m, Alter ca. 250 Jahre. Fläche 315 m² |             | ND 717  |
| BW              | Linde beim Litteler Fuhrenkamp     | (53° 1′ 40,4″ N, 8° 8′ 18,1″ O)  | Torso einer alten Linde, im Stamm ausgefault und hohl. Fläche 227 m² |             | ND 718  |
| BW              | Friedenseiche in Littel            | (53° 1′ 34,2″ N, 8° 9′ 50,3″ O)  | 1871 gepflanzte Eiche, Höhe 18 m, Stammumfang 2,60 m, Kronendurchmesser 17 m,. Fläche 202 m² |             | ND 720  |
| BW              | Hans-Berg                          | (53° 2′ 5,9″ N, 8° 14′ 39,2″ O)  | westlicher Teil einer auf der Westseite der Hunte gelegene, von einem Weg durchschnittenen Düne im Huntetal mit Trockenrasengesellschaften. Fläche 8500 m² |             | ND 721  |
| BW              | Erlenbruch am Olden Kamp           | (53° 4′ 14,3″ N, 8° 9′ 15,6″ O)  | Quelliger Erlenbruchwald mit typisch ausgeprägter Krautschicht mit Vorkommen gefährdeter Pflanzenarten. Teils dichte Strauchschicht. Erlen in vielen Altersstufen, teils sehr alte Bäume ohne jede Nutzung, teils mehrstämmige Bäume nach Stockausschlag- Fläche 5060 m²                                            |             | ND 723  |
| BW              | Feuchtwiesen in Westerholt         | (53° 4′ 19,3″ N, 8° 9′ 19,5″ O)  | Feuchtwiese auf Niedermoor mit Vorkommen einer besonders geschützten Pflanzenart- Fläche 1684 m² |             | ND 724  |
| BW              | Hochmoorrest am Vehnberg           | (53° 1′ 27,9″ N, 8° 7′ 5,6″ O)   | Entwässerter Hochmoorrest mit Vorkommen von Scheidenwollgras, Torfmoosen und Pfeifengras, sowie starkem Aufkommen von Moorbirken. Im Westen kleinflächig und in unbeschatteten Bereichen Moorheide mit Vorkommen gefährdeter, hochmoortypischer Pflanzenarten- Fläche 151300 m²                                     |             | ND 725  |
| BW              | Heidefläche am Grotekamp           | (53° 2′ 58,3″ N, 8° 8′ 44,6″ O)  | Gut ausgeprägte Sandheide in welligem Gelände. Vorherrschend Besenheide; Glockenheide, Krähenbeere und Borstgras sind häufig; kleinflächig auch Sandtrockenrasen- Fläche 21190 m² |             | ND 726  |
| BW              | Feuchtfläche am Landwehrgraben     | (53° 0′ 45,3″ N, 8° 14′ 16,9″ O) | Feuchtgebiet mit Vorkommen besonders geschützter und gefährdeter Pflanzenarten- Fläche 4745 m² |             | ND 727  |
| BW              | Das Griesenmoor                    | (53° 2′ 19,9″ N, 8° 13′ 23,6″ O) | Nährstoffreicher Walzenseggen-Erlen-Bruchwald in von einem sehr flachen Graben durchzogenem Gelände. Vorkommen gefährdeter Pflanzenarten- Fläche 54650 m² |             | ND 728  |
| BW              | Nördliche Wieke am Querkanal       | (53° 6′ 9,2″ N, 8° 9′ 37,9″ O)   | kleiner, ehemaliger Torfkanal als Relikt historischer Nutzungsformen mit schutzwürdiger Verlandungsvegetation und Vorkommen gefährdeter Pflanzenarten- Fläche 11770 m² |             | ND 729a |
| BW              | Südliche Wieke am Querkanal        | (53° 5′ 59″ N, 8° 9′ 44,4″ O)    | kleiner, ehemaliger Torfkanal als Relikt historischer Nutzungsformen mit schutzwürdiger Verlandungsvegetation und Vorkommen gefährdeter Pflanzenarten. |             | ND 729b |
| BW              | Eichenallee am Hof Wellmann        | (53° 4′ 21,6″ N, 8° 7′ 59″ O)    | Dichte, landschaftsbildprägende Eichenallee mit 66 Bäumen an einer Hofzufahrt- Fläche 4400 m² |             | ND 731  |
| BW              | Buche am Möhlentangen              | (53° 1′ 28,1″ N, 8° 8′ 58,6″ O)  | ca. 300 Jahre alte Buche von sehr gedrungenem Wuchs mit mächtiger Krone, Stammumfang 3,30 m, Höhe 8 m, Kronendurchmesser 14 m- Fläche 150 m² |             | ND 732  |
| BW              | Buche auf der Hofstelle Böhmer     | (53° 1′ 25″ N, 8° 14′ 2,8″ O)    | Mächtige Buche. Stammumfang 3,60 m, Höhe 18 m, Kronendurchmesser ca. 18 m- Fläche 250 m² |             | ND 733  |
| BW              | Schwarzes Moor                     | (53° 0′ 43,7″ N, 8° 14′ 29,7″ O) | Seggen-, Binsen- und Hochstauden-Sumpf auf Niedermoorböden, nährstoffarme Kleingewässer, Sandtrockenrasen auf Dünen, Wallhecke, naturnahes Fließgewässer, Laub- und Mischwald, Vorkommen gefährdeter Pflanzenarten, heimatkundliche Bedeutung als Überrest eines früher größer ausgeprägten Moores- Fläche 55730 m² |             | ND 734  |
| BW              | Hoop                               | (53° 3′ 49,4″ N, 8° 10′ 18,1″ O) | Historischer Waldstandort und umgrenzende Wallhecke, beide mit altem Baumbestand, Alter bis zu 240 Jahren. Älteste Eiche mindestens 300 Jahre, Habitatbäume u. a. für Vögel und Fledermäuse. Fläche 4500 m² |             | D 735   |